# Cotuatos
Cotuatos est une personnalité gauloise du peuple des Carnutes, du Ier siècle av. J.-C. Il nous est connu par une mention de Jules César, dans le livre VII des Commentaires sur la Guerre des Gaules.

## Protohistoire

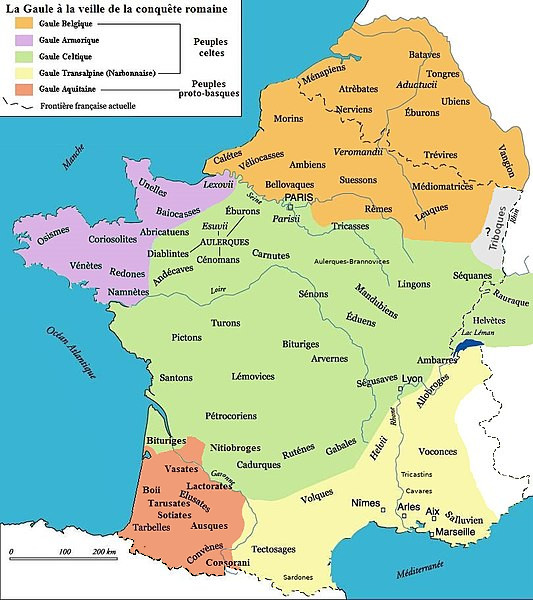
Carte des peuples celtes de Gaule.

En 52 av. J.-C., Cotuatos et Conconnetodumnos prennent la tête d’une insurrection et attaquent Cenabum, entrainant le soulèvement d’autres peuples gaulois. La riposte de César fut le massacre de tous les habitants de la ville.
« Quand arrive le jour convenu, les Carnutes, entraînés par Cotuatos et Conconnetodumnos, hommes dont on ne pouvait rien attendre que des folies, se jettent, à un signal donné, dans Cénabum, massacrent les citoyens romains qui s’y étaient établis pour faire du commerce, mettent leurs biens au pillage ; parmi eux était Caïus Fufius Cita, honorable chevalier romain, que César avait chargé de l’intendance des vivres. La nouvelle parvient vite à toutes les cités de la Gaule. En effet, quand il arrive quelque chose d’important, quand un grand événement se produit, les Gaulois en clament la nouvelle à travers la campagne dans les différentes directions ; de proche en proche, on la recueille et on la transmet. Ainsi firent-ils alors ; et ce qui s’était passé à Cénabum au lever du jour fut connu avant la fin de la première veille chez les Arvernes, à une distance d’environ cent soixante milles.  »
— Jules César, Commentaires sur la guerre des Gaules, VII, 3.

## Sources et bibliographie
- Venceslas Kruta, Les Celtes, Histoire et Dictionnaire, page 562, Éditions Robert Laffont, coll. « Bouquins », Paris, 2000,  (ISBN 2-7028-6261-6)
- John Haywood (intr. Barry Cunliffe, trad. Colette Stévanovitch), Atlas historique des Celtes, éditions Autrement, Paris, 2002,  (ISBN 2-7467-0187-1)
- Collectif (catalogue de l'exposition européenne d'archéologie celtique au Palazzo Grassi à Venise), Les Celtes, Venise, EDDL, Paris, 2001,  (ISBN 2-23700-484-6)
- Albert Grenier, Les Gaulois, Petite bibliothèque Payot, Paris, 1970,  (ISBN 2-228-88838-9)
- Danièle et Yves Roman, Histoire de la Gaule, Librairie Arthème Fayard, Paris, 1997,  (ISBN 2-7028-1646-0)
- Consulter aussi la bibliographie sur les Celtes.

## Wikisource
- Jules César, Commentaires sur la guerre des Gaules, Livre VII